# Цага (комуна)
Цага (рум. Țaga) — комуна у повіті Клуж в Румунії. До складу комуни входять такі села (дані про населення за 2002 рік):
- Несал (406 осіб)
- Синтежуде-Вале (105 осіб)
- Синтежуде (215 осіб)
- Синтіоана (576 осіб)
- Цага (860 осіб)

Комуна розташована на відстані 320 км на північний захід від Бухареста, 38 км на північний схід від Клуж-Напоки.

## Населення
За даними перепису населення 2002 року у комуні проживали 2162 особи.
Національний склад населення комуни:
| Національність | Кількість осіб | Відсоток |
| -------------- | -------------- | -------- |
| румуни         | 1982           | 91,7%    |
| угорці         | 133            | 6,2%     |
| цигани         | 46             | 2,1%     |
| українці       | 1              | < 0,1%   |

Рідною мовою назвали:
| Мова       | Кількість осіб | Відсоток |
| ---------- | -------------- | -------- |
| румунська  | 2035           | 94,1%    |
| угорська   | 126            | 5,8%     |
| українська | 1              | < 0,1%   |

Склад населення комуни за віросповіданням:
| Релігія        | Кількість осіб | Відсоток |
| -------------- | -------------- | -------- |
| православні    | 1974           | 91,3%    |
| реформати      | 126            | 5,8%     |
| греко-католики | 23             | 1,1%     |
| адвентисти     | 15             | 0,7%     |
| п'ятдесятники  | 11             | 0,5%     |
| римо-католики  | 9              | 0,4%     |